# Sensus fidei
Il sensus fidei (senso della fede), chiamato anche sensus fidelium (senso dei fedeli), è, secondo il Catechismo della Chiesa cattolica, «l'apprezzamento soprannaturale della fede da parte di tutto il popolo, quando, dai vescovi agli ultimi fedeli, manifestano un consenso universale in materia di fede e di morale». Citando il documento Lumen gentium del Concilio Vaticano II, il Catechismo aggiunge: «per quel senso della fede, che è suscitato e sorretto dallo Spirito di verità, il popolo di Dio, sotto la guida del sacro Magistero, [...] aderisce indefettibilmente alla fede una volta per tutte trasmessa ai santi, con retto giudizio penetra in essa più a fondo e più pienamente l'applica nella vita». Il fondamento di ciò si trova nel detto di Gesù in Matteo 16,18 che «le porte dell'Inferno non prevarranno contro di essa», dove "essa" si riferisce alla "Chiesa", cioè il popolo del Signore che porta avanti la tradizione viva delle credenze essenziali nel corso della storia, con i Vescovi che vigilano affinché questa tradizione non persegua la via dell'errore.
Vengono utilizzati anche i termini sensus fidei fidelium (senso della fede da parte dei fedeli) e sensus fidei fidelis (senso della fede da parte di un singolo fedele).

## Nella Bibbia
L'espressione sensus fidei non si trova nelle Scritture, né nell'insegnamento formale della Chiesa cattolica prima del Concilio Vaticano II. Concetti affini al sensus fidei sono descritti in 1 Gv 2,20 (chi ha ricevuto l'unzione dello Spirito Santo riceve la conoscenza), Colossesi 1,9 (in cui si parla di senso spirituale) e 1 Corinzi 2,15 (l'uomo mosso dallo Spirito giudica ogni cosa).

## Esempi
Oltre ai dogmi mariani dell'Immacolata concezione e dell'Assunzione al cielo, sono esempi di sensus fidei:
- la presenza reale di Cristo nell'Eucaristia;
- la preghiera di intercessione dei santi;
- la messa di suffragio e la preghiera dei defunti;
- il culto delle immagini sacre;
- il battesimo dei bambini.

Queste pratiche non sono attestate nella Bibbia, ma esistono fin dalla prima età apostolica. Ciò portava i Padri della Chiesa ad affermare l'esistenza di una Sacra Tradizione orale, aggiuntiva e complementare alla Sacra Scrittura.

## Interpretazioni ufficialmente escluse

### Prospettiva dei soli laici
Il Concilio Vaticano II ha chiarito che sensus fidelium (senso dei fedeli) non significa sensus laicorum (senso dei laici), come se fosse un carisma concesso ai laici isolati dalla gerarchia della Chiesa cattolica, e come se il clero non fosse compreso nel novero dei "fedeli". Esso dichiarava:
(Lumen Gentium, 12)
In modo coerente, sant'Agostino era solito dire: vobis sum episcopus, vobiscum sum christianus (per voi sono vescovo, con voi sono cristiano).
Il Concilio Vaticano II ha affermato che Cristo adempie il suo ufficio profetico «non solo attraverso la gerarchia che insegna in suo nome e con la sua autorità, ma anche attraverso i laici che ha reso suoi testimoni e ai quali ha dato comprensione della fede [sensus fidei] e attrattiva nella parola perché risplenda nella loro vita quotidiana sociale e familiare la forza del Vangelo».

### Indipendente dal Magistero della Chiesa
In un discorso alla Commissione teologica internazionale il 7 dicembre 2012, papa Benedetto XVI ha distinto tra il significato autentico del sensus fidei e una falsa interpretazione: «Non è certo una specie di opinione pubblica ecclesiale, e invocarla per contestare gli insegnamenti del Magistero sarebbe impensabile, poiché il sensus fidei non può svilupparsi autenticamente nei credenti, se non nella misura in cui essi partecipano pienamente alla vita della Chiesa, e ciò esige un'adesione responsabile al Magistero, al deposito della fede».
Questa distinzione è stata espressa anche dal Concilio Vaticano II nel passo sopra citato, in cui si afferma che il discernimento dei fedeli in materia di fede e di morale «si esercita sotto la guida del sacro magistero, in una fedele e rispettosa obbedienza per la quale il popolo di Dio accoglie ciò che non è solo parola di uomini, ma veramente parola di Dio».
Quella che potrebbe essere un'opinione contraria è stata espressa in un articolo dalla redazione del periodico progressista statunitense ‘’National Catholic Reporter’’: "Il beato John Henry Newman ha detto che ci sono tre magisteri nella chiesa: i vescovi, i teologi e il popolo. Sulla questione dell'ordinazione delle donne, due delle tre voci sono state messe a tacere, motivo per cui ora la terza voce deve farsi sentire...Il nostro messaggio è che crediamo al sensus fidelium è che l'esclusione delle donne dal sacerdozio non ha basi solide nella Scrittura o in qualsiasi altra logica convincente; pertanto, le donne dovrebbero essere ordinate. Abbiamo sentito il fedele assenso a questo in innumerevoli conversazioni nelle aule parrocchiali, nelle aule e nelle riunioni di famiglia. È stato studiato e oggetto di preghiera individuale e di gruppo." Un ramo della Cardinal Newman Society ha contrastato questo punto di vista citando ciò che il Papa aveva detto casualmente solo quattro giorni dopo: "Non c'è bisogno di guardare molto lontano. Gli ambienti cattolici oggigiorno trovano qualche accenno al sensus fidelium che letteralmente significa 'senso della fede'. Recentemente, il termine è stato utilizzato in modo improprio per sostenere il "matrimonio" tra persone dello stesso sesso, la contraccezione e anche l'ordinazione delle donne. È una forma di 'Magisterium alla Gallup' in cui una persona sostiene che la maggior parte dei cattolici è d'accordo con loro su una questione, e quindi anche se il Magistero dice il contrario, detengono l'asso nella manica a causa del sensus fidei." Il punto di vista effettivo del cardinale Newman è che solo l'Ecclesia docens (la "Chiesa insegnante", il Magistero) discerne, discrimina, definisce, promulga e impone ogni tratto della tradizione degli Apostoli affidata a tutta la Chiesa.
Il cardinale Charles Journet ha scritto che il sensus fidei "non è né un insegnamento né un Magistero, ma solo la convinzione sentita di una verità". I credenti possono mescolare alla loro fede dati o sentimenti estranei ad essa e hanno quindi bisogno di «essere aiutati, diretti, giudicati dal Magistero divinamente assistito». Il Magistero, dal canto suo, «ha il compito di discernere e confermare ciò che è pre-sentito, indicato e anticipato dal ‘’sensus fidei’’».

### Identificato con opinione prevalente
La Congregazione per la Dottrina della Fede, riprendendo un'affermazione di san Giovanni Paolo II, ha escluso "l'argomentazione sociologica secondo la quale l'opinione di un gran numero di cristiani sarebbe espressione diretta e adeguata del "senso soprannaturale della fede" (sensus fidei). Ha commentato: "Il credente può ancora avere opinioni errate poiché tutti i suoi pensieri non scaturiscono dalla fede. Non tutte le idee che circolano tra il Popolo di Dio sono compatibili con la fede. Tanto più che le persone possono lasciarsi influenzare da un'opinione pubblica condizionata dai moderni mezzi di comunicazione. Non a caso il Concilio Vaticano II ha sottolineato il legame indissolubile tra il sensus fidei e la guida del Popolo di Dio da parte del Magistero dei Pastori. Queste due realtà non possono essere separate."
In merito al giudizio sull'atteggiamento espresso nell'attività dell'Inquisizione, papa Giovanni Paolo II ha affermato: «I teologi saranno guidati da una distinzione nella loro riflessione critica: la distinzione tra l'autentico sensus fidei e la mentalità predominante in un’epoca specifica che avrebbe potuto influenzare la loro opinione. Occorre chiedere al sensus fidei di esercitare i criteri di un giudizio equilibrato sulla vita della Chiesa nel passato».
Scriveva il cardinale teologo Georges Cottier: «Ovviamente il sensus fidei non è da identificare con il consenso della maggioranza, non è definito sulla base delle statistiche dei sondaggi. Nella storia della Chiesa è successo che in certi contesti il sensus fidei è stato manifestato da individui isolati, singoli santi, mentre l'opinione generale si è unita a dottrine non conformi alla fede apostolica».
Rivolgendosi a un gruppo di teologi nel dicembre 2013, papa Francesco ha detto: "Per il dono dello Spirito Santo, i membri della Chiesa possiedono un 'senso di fede'. Questa è una sorta di 'istinto spirituale' che ci fa sentire cum Ecclesia [pensare con la mente della Chiesa] e discernere ciò che è conforme alla fede apostolica ed è nello spirito del Vangelo. Certo, il sensus fidelium [senso dei fedeli] non può essere confuso con la realtà sociologica di un parere della maggioranza. È quindi importante, e uno dei vostri compiti, sviluppare criteri che consentano le espressioni autentiche del ‘’sensus fidelium’’ da discernere. …Questa attenzione è della massima importanza per i teologi. Papa Benedetto XVI ha più volte sottolineato che il teologo deve rimanere attento alla fede vissuta dagli umili e dai piccoli, ai quali è piaciuto al Padre rivelare ciò che aveva nascosto ai dotti e ai sapienti».

### Preoccupazioni per il governo della Chiesa
Confondere il sensus fidelium o sensus fidei con questioni di governo si discosta dall'insegnamento del Concilio, che lo applica invece al Magistero della Chiesa.
Il Concilio Vaticano II, sopra citato, ha parlato del sensus fidei come relativo alla manifestazione di un "universale accordo in materia di fede e di morale", un discernimento che «si esercita sotto la guida del sacro magistero, in una fedele e rispettosa obbedienza per la quale il popolo di Dio accoglie ciò che non è solo parola di uomini, ma veramente parola di Dio».

## Uso da parte del Magistero
Il consenso tra i fedeli è una potente testimonianza della verità di una dottrina, ma quel consenso non è ciò che rende vera la dottrina. Il consenso è un risultato, non una causa della verità della dottrina.
Il sensus fidei, il consenso universale, dai vescovi all'ultimo dei fedeli, in una questione di fede, ha preceduto la definizione dei dogmi mariani dell'Immacolata Concezione e dell'Assunzione di Maria: papa Benedetto XVI ha detto: «La fede sia nell'Immacolata sia nell'Assunzione corporea della Vergine era già presente nel Popolo di Dio, mentre la teologia non aveva ancora trovato la chiave per interpretarla nella totalità della dottrina della fede. Il Popolo di Dio quindi precede teologi e tutto questo grazie a quel soprannaturale sensus fidei, cioè quella capacità infusa dallo Spirito Santo che ci qualifica ad abbracciare la realtà della fede con umiltà di cuore e di mente. In questo senso, il popolo di Dio è il «maestro che va per primo» e deve poi essere più approfondito e intellettualmente accolto dalla teologia». In ogni caso, il dogma è stato definito «non tanto per le prove della Scrittura o tradizione antica, ma per un profondo sensus fidelium e del Magistero». Ciascuno dei due papi interessati ha consultato i vescovi del mondo sulla fede della comunità cattolica prima di procedere alla definizione del dogma.
Il sensus fidei è un'illuminazione dello Spirito Santo che fa percepire al credente che ciò che sta credendo con un atto di abbandono e di fiducia è vero.